# Облога (фільм, 1989)
«Облога» («ალყა») — радянський художній фільм 1989 року, знятий режисером Омаром Гвасалією на кіностудії «Грузія-фільм».

## Сюжет
Тут немає ні дат, ні назв конкретних місць Грузії. Бо на кожній горі — руїни стародавньої стіни, за кожною скелею — низка битв, кожен храм — пам'ятник перемоги. Фільм узагальнює тисячу битв, збирає в єдину історію десятки перемог та поразок із хронік, легенд, героїчних пісень, оповідей та апокрифів.

## У ролях
- Зураб Кіпшидзе — головна роль
- Гурам Пірцхалава — начальник таємної поліції
- Іване Сакварелідзе — головна роль
- Іван Чубінідзе — роль другого плану
- Олександр Махарадзе — роль другого плану
- Вахтанг Міхелідзе — роль другого плану
- Гурам Петріашвілі — роль другого плану
- Гіві Хахідзе — роль другого плану
- Темур Чачава — роль другого плану
- Гіоргі Кокочашвілі — епізод
- Шалва Кокочашвілі — епізод

## Знімальна група
- Режисер — Омар Гвасалія
- Оператори — Вадим Алісов, Гурам Садзаглішвілі
- Композитор — Теймураз Бакурадзе
- Художник — Микола Зандукелі